# Emilie Benes Brzezinski

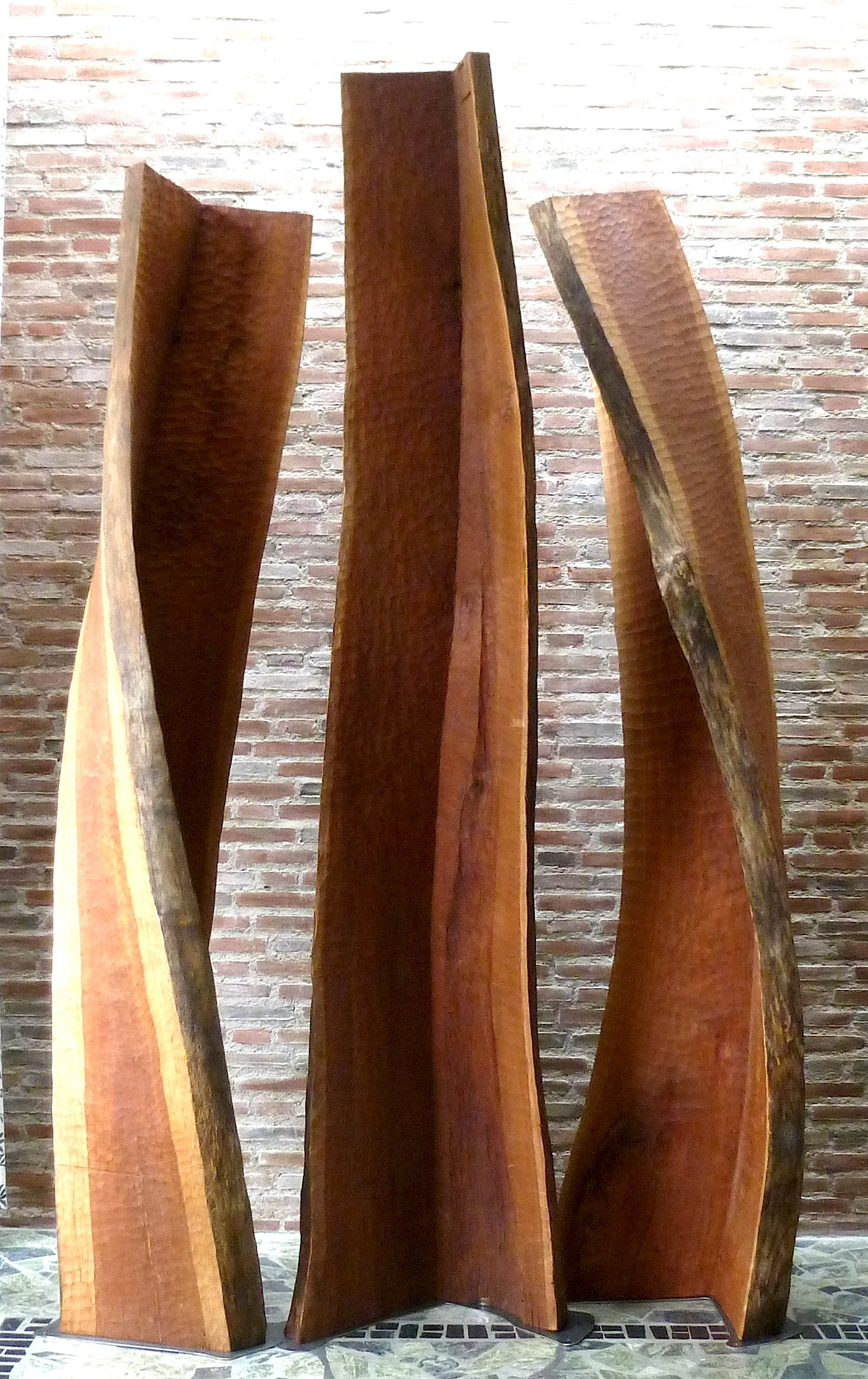
Rzeźba Emilie Benes Brzezinskiej

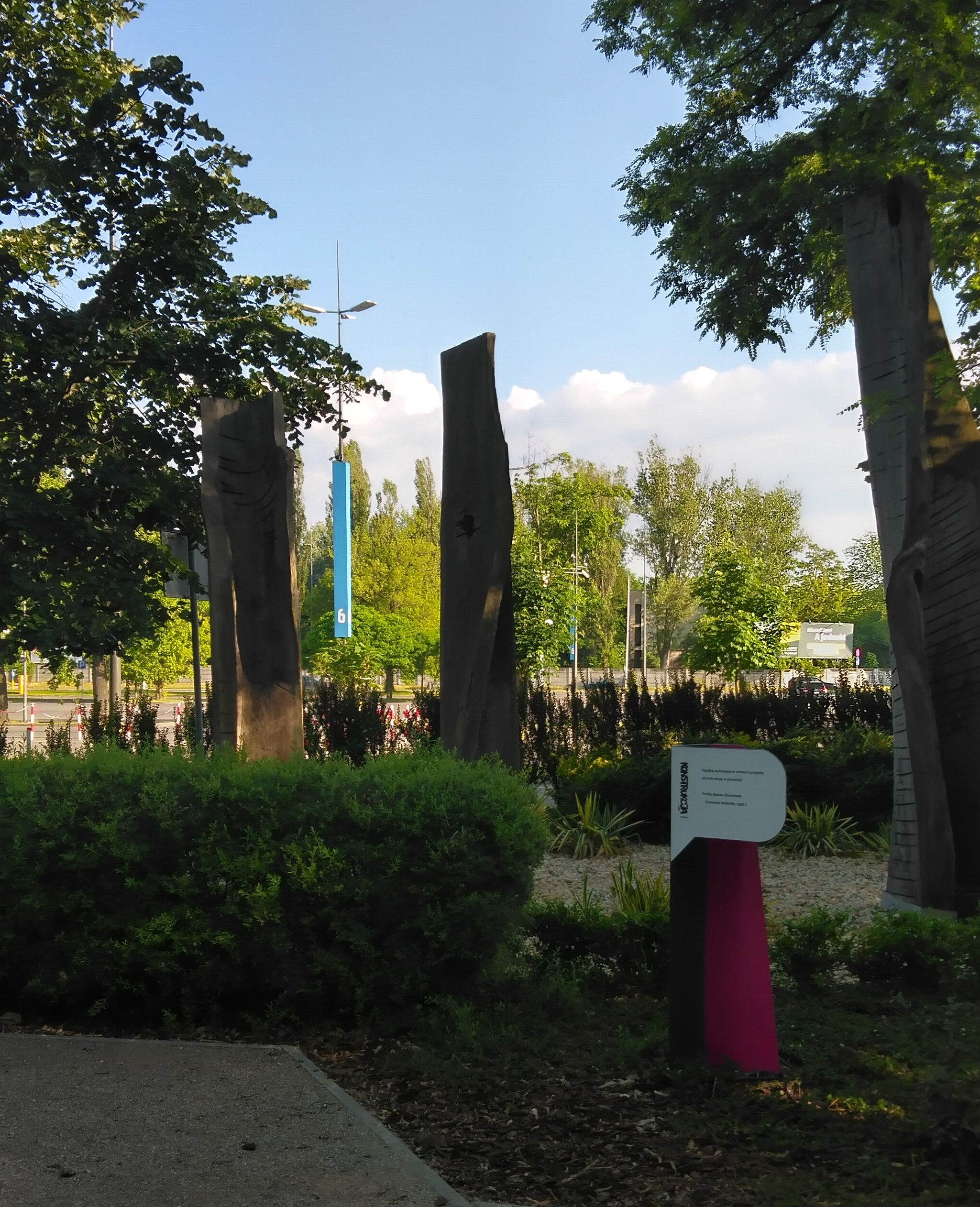
Art Park im. Emilie Benes Brzezinski w Łodzi (2024). Widoczna rzeźba pt. "Klonowa Kaskada".

Emilie Benes-Brzezinski (Emilie Anna Beneš; ur. 21 stycznia 1932 w Genewie, zm. 22 lipca 2022 w Jupiter) – rzeźbiarka amerykańska, żona Zbigniewa Brzezińskiego. Urodziła się w rodzinie czeskiego dyplomaty i dziennikarza Bohuša Beneša.
W czasie II wojny światowej wraz z rodzicami przeniosła się do USA. W 1953 roku ukończyła historię sztuki na Wellesey College w Massachusets. Jej rzeźby wchodzą w skład zbiorów Ground for Sculpture w New Jersey, w 2003 roku wystawiała prace na Biennale we Florencji oraz w 2005 roku na Biennale w Vancouver. Jej prace znajdują się w wielu kolekcjach – także w Polsce.
W 2011 roku został zrealizowany o jej twórczości film „Family Trees. Emilie Brzezinski” w reżyserii Mirosława Borka i Krzysztof Kamyszewa.

## Życie prywatne
Była stryjeczną wnuczką prezydenta Czechosłowacji Edvarda Beneša oraz od 1961 do 2017 żoną Zbigniewa Brzezińskiego. Urodziła i wychowała troje dzieci: Ian (ur. 1963), Mark (ur. 1965) i córka Mika (ur. 1967)

## Wybrane wystawy
- 1993: Lintel w New Jersey[7]
- 2003: Florence Biennale we Florencji
- 2005: Vancouver International Sculpture Biennale
- 2002/2003: Muzeum Kampa w Pradze[8]
- 2013: Gdańskie Galerie Miejskie – wystawa „Drzewa Rodzinne”[9]

## Upamiętnienie
W 2024 r. w Łodzi otwarto Art Park im. Emilie Benes Brzezinski. Na jego terenie zlokalizowane są wielkoformatowe rzeźby, wśród nich "Klonowa kaskada" autorstwa Emilie Benes Brzezinski.